# Konstantin Kukin
Konstantin Michajłowicz Kukin (ros. Константин Михайлович Кукин, ur. 11 listopada?/23 listopada 1897 w Kursku, zm. 25 listopada 1979 w Moskwie) – funkcjonariusz radzieckich służb specjalnych, pułkownik.

## Życiorys
Po ukończeniu w 1916 szkoły realnej w Kursku wstąpił do rosyjskiej armii, walczył w I wojnie światowej, w 1917 został zdemobilizowany. Wrócił do Kurska, w styczniu 1918 wstąpił do partii komunistycznej, później wstąpił do Armii Czerwonej, w 1919 został dowódcą kompanii, później zastępcą komisarza wojskowo-politycznego 53 pułku kawalerii, pod koniec 1919 był pomocnikiem kierownika Wydziału Politycznego 9 Dywizji Kawalerii. W 1920 podjął studia medyczne na Uniwersytecie Krymskim (wkrótce przeniósł się na Uniwersytet Charkowski), których jednak nie ukończył, później pracował w komisariatach wojskowych, 20 marca 1926 został zdemobilizowany. Pracował jako funkcjonariusz partyjny, w 1930 był delegatem na XVI Zjazd WKP(b), w maju 1931 ukończył Instytut Czerwonej Profesury i został skierowany do pracy w Wydziale Zagranicznym (INO) OGPU. Pracował m.in. w rezydenturze INO OGPU w Anglii i od października 1933 w Harbinie, w 1934 został odwołany do Moskwy, później pracował w Grupie Specjalnej przy ludowym komisarzu spraw wewnętrznych ZSRR, działał na Zabajkalu, biorąc udział w likwidacji japońskich grup dywersyjnych. W 1937 został zwolniony z powodu choroby, jednak w grudniu 1937 wrócił do pracy w NKWD, skierowano go wówczas do rezydentury NKWD w Waszyngtonie pod przykrywką 2 sekretarza Ambasady ZSRR, później pracował w rezydenturze NKWD w Nowym Jorku. W maju 1940 wrócił do Moskwy, gdzie pracował w Wydziale 5 GUGB NKWD ZSRR, następnie od marca do 11 sierpnia 1941 był zastępcą szefa i od 11 sierpnia do 3 października 1941 szefem Oddziału 1 Wydziału 5 1 Zarządu NKWD ZSRR. Od 3 października 1941 do 18 stycznia 1942 był pomocnikiem szefa Wydziału 2 NKWD ZSRR, od 18 stycznia do 16 czerwca 1942 zastępcą szefa Wydziału 1 Zarządu 4 NKWD ZSRR, od 16 czerwca 1942 do 14 maja 1943 zastępcą szefa Wydziału 3 Zarządu 1 NKWD ZSRR, a od 14 maja do 16 czerwca 1943 zastępcą szefa Wydziału 3 Zarządu 1 NKGB ZSRR. Następnie ponownie został wysłany za granicę, jako rezydent NKGB/MGB w Londynie pod przykrywką rady Ambasady ZSRR, później od sierpnia do października 1947 pozostawał w dyspozycji MGB ZSRR, po czym został skierowany do pracy w Komitecie Informacji jako szef jego Zarządu 1 (od października 1947 do sierpnia 1950). W KI pracował do 11 marca 1952, później pozostawał w dyspozycji MGB ZSRR, a 19 września 1952 odszedł na emeryturę.

## Awanse
- Starszy porucznik bezpieczeństwa państwowego (28 kwietnia 1941)
- Kapitan bezpieczeństwa państwowego (11 października 1941)
- Podpułkownik bezpieczeństwa państwowego (11 lutego 1943)
- Pułkownik bezpieczeństwa państwowego (23 lutego 1943)

## Odznaczenia
- Order Lenina (21 maja 1947)
- Order Czerwonego Sztandaru (dwukrotnie, 19 stycznia 1945 i 28 października 1967)
- Order Wojny Ojczyźnianej I klasy (dwukrotnie, 5 listopada 1944 i 1945)
- Order Czerwonej Gwiazdy (20 września 1943)
- Odznaka Honorowego Funkcjonariusza Czeki/GPU (3 stycznia 1937)

I 5 medali.